# Переливницы
Переливницы (лат. Apatura) — род дневных бабочек из семейства Нимфалиды.

## Описание
Дневные бабочки с размахом крыльев 50—75 мм. Самки крупнее самцов. Окраска самцов с синим или фиолетовым ярким отливом. Окраска самок буро-коричневая. Внешний край передних крыльев слегка волнистый, край задних — заметно волнистый. Испод более яркий с «расчленяющей» окраской, с обязательным присутствием глазчатых пятен на верхних и нижних крыльях в ячейке Cu1-Cu2. Центральные ячейки передних и задних крыльев не замкнуты. На передних крыльях жилки R1, R2 не ветвятся и берут начало от центральной ячейки. R3, R4, R5 имеют общий ствол, который также начинается от центральной ячейки. Жилки R1 и R2 выходят к костальному (переднему) краю переднего крыла, жилка R3 к вершине, а жилки R4 и R5 к наружному краю. Задние крылья с небольшим глазком в анальном углу. Голова с голыми глазами (без волосков), губные щупики покрыты чешуйками. Усики с постепенно утолщающейся булавой.
У гусеницы тело зелёного цвета с жёлтыми полосами и точками, без шипов, на голове и на конце тела имеются по два выроста.

## Виды

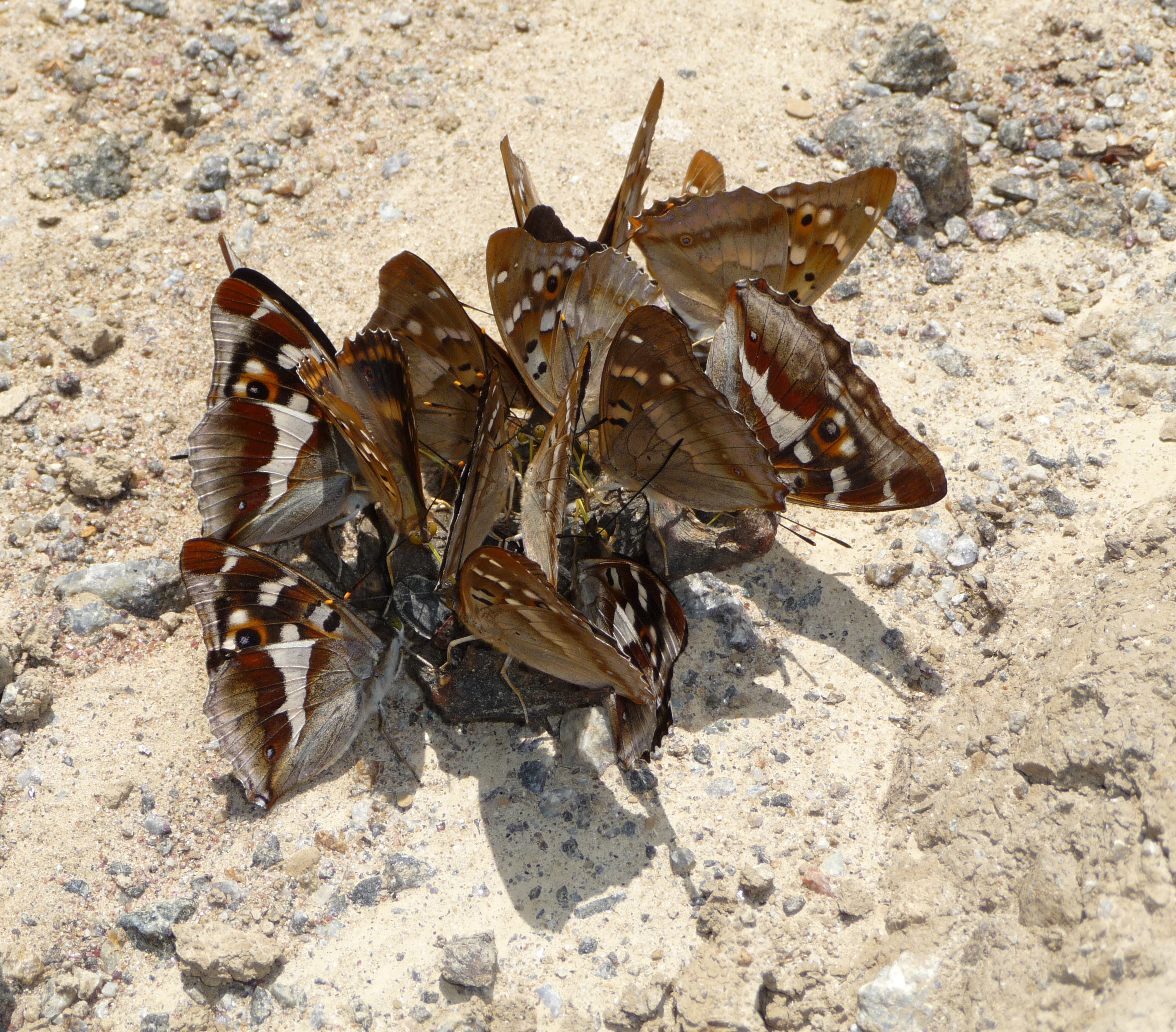
Переливницы ивовые (Apatura iris) и переливницы тополевые (Apatura ilia) питаются влагой с тела погибшей травяной лягушки (Rana temporaria)

- Переливница тополевая Apatura ilia Denis et Schiffermϋller, 1775
  - A. i. extensa Le Moult, 1947
  - A. i. herastituta O. Bang-Haas, 1936
  - A. i. here Felder, 1862
  - A. i. hereoides O. Bang-Haas, 1933
  - A. i. huapingensis Yoshino, 1998
  - A. i. ilia Denis et Schiffermϋller, 1775
  - A. i. phaedra Leech, 1892
  - A. i. praeclara Bollow, 1930
  - A. i. pusilla O. Bang-Haas, 1936
  - A. i. serarum Oberthür
  - A. i. sobrina Stichel
  - A. i. subsobrina Mell, 1952
  - A. i. szechwanensis Le Moult, 1947
  - A. i. yunnana Mell, 1952
- Переливница ивовая Apatura iris (Linnaeus, 1758)
  - A. i. amurensis Stichel, 1909
  - A. i. bieti Oberthür, 1885
  - A. i. kansuensis O. Bang-Haas, 1933
  - A. i. xanthina Oberthür, 1909
- Apatura laverna Leech, 1893
  - A. l. laverna Leech, 1893
  - A. l. yunlingensis Yoshino, 1999
- Переливница метида Apatura metis Freyer, 1829
  - A. m. bunea Heriich-Schäffer, 1845
  - A. m. doii Matsumura, 1928
  - A. m. heijona Matsumura, 1928
  - A. m. irtyshika Korshunov, 1982
  - A. m. separata Tuzov, 2000
  - A. m. substituta Butler, 1873

Перемещены в род Chitoria:
- Apatura fasciola (Leech, 1890) сейчас - Chitoria fasciola
- Apatura sordida (Moore, 1865) сейчас - Chitoria sordida
- Apatura ulupi (Doherty, 1889) сейчас - Chitoria ulupi
- Apatura vietnamica Nguyen, 1979 сейчас - Chitoria vietnamica

Перемещены в род Mimathyma:
- Apatura ambica (Kollar, 1844) – сейчас - Mimathyma ambica
- Apatura chevana Moore 1865 – сейчас - Mimathyma chevana
- Apatura nycteis Ménétriès, 1859 – сейчас - Mimathyma nycteis
- Apatura schrenckii Ménétriès, 1858 – сейчас - Mimathyma schrenckii